# Zabenstedt
Zabenstedt este o comună din landul Saxonia-Anhalt, Germania.